# Frank McClean
Frank McClean (13 novembre 1837 - 8 novembre 1904) est un astronome britannique et pionnier de la Spectroscopie à prisme objectif.

## Biographie
Il est le fils de l'ingénieur JR McClean, FRS. Diplômé du Trinity College de Cambridge en 1859, Frank McClean est bachelier à Trinity pendant les trois années suivantes. En tant qu'apprenti ingénieur auprès de Sir John Hawkshaw (en) de 1859 à 1862, il participe aux améliorations du drainage des districts de Fens. En 1862, il devient associé du cabinet de MM. McClean et Stileman, prenant finalement sa retraite en 1870 pour travailler sur l'astronomie et vivre à Tunbridge Wells, à Ferncliffe avec sa femme, Ellen (née Greg) et ses enfants (trois fils et deux filles).
Il fait d'importants travaux spectrographiques en astronomie, inventant son célèbre spectroscope stellaire en 1875 et observant les proéminences solaires. En 1877, il s'installe à Rusthall House, Tunbridge Wells, installe son héliostat polaire sur le toit de sa maison et, avec un spectroscope à réseau et un équipement électrique, commence ses études sur les spectres solaire et métallique. McClean construit un observatoire et effectue une enquête sur les étoiles les plus brillantes de l'hémisphère nord. Après deux ans de travail, il termine le ciel boréal (publiant les spectres de 160 étoiles dans la revue Nature). Au printemps 1897, il se rend au cap de Bonne-Espérance pour arpenter les étoiles australes. En six mois, il photographie 116 étoiles de l'hémisphère sud. En 1897, il découvre la présence d'oxygène dans les spectrographes de Beta Scorpii, Beta Canis Majoris, Beta Centauri et Beta Crucis . Son étude spectrographique des étoiles est citée lors de la remise de la médaille d'or de la Royal Astronomical Society en 1899 .
Il étudie l'histoire, fait une belle collection de pièces de monnaie anciennes et une collection exceptionnelle d'art médiéval, de livres et de manuscrits, en particulier d'Italie et de France . Son fils Francis McClean est un célèbre aviateur pionnier.
Il est décédé à Bruxelles, en Belgique, et est enterré au cimetière de Kensal Green, à Londres.